# Nephtys squamosa
Nephtys squamosa är en ringmaskart som beskrevs av Ehlers 1887. Nephtys squamosa ingår i släktet Nephtys och familjen Nephtyidae. Inga underarter finns listade i Catalogue of Life.